# قفاصه تليجرام
سوبر امازون
https://t.me/+3w78a6ZHgUw2NWIy هو اسم مرتبط بعمليات النصب والاحتيال الإلكتروني على منصات التواصل الاجتماعي، ويُعتبر مثالًا على ما يُعرف بالـ "قفّاصة"، أي الأشخاص الذين يقومون بخداع الآخرين لتحقيق مكاسب شخصية غير مشروعة.
التعريف
يشير مصطلح "سوبر امازون" إلى شخصية أو حساب رقمي استخدمه أفراد للقيام بعمليات احتيالية في بيئة رقمية، خصوصًا على تطبيقات المراسلة مثل تيليجرام. وتتميز هذه الشخصية بالقدرة على جذب المستخدمين من خلال وعود مزيفة، واستغلال ثقتهم لأغراض شخصية.
الأنشطة والأساليب
1. بيع ملفات وهمية: تشمل الأدوات الرقمية غير الحقيقية مثل "ملفات سحب صور"، حيث يتم شراء هذه الملفات من قبل ضحايا غير مدركين لقيمتها الفعلية، ثم يُطردون أو يتم الاستيلاء على ممتلكاتهم.
2. خداع المشتركين: تقديم وعود بخدمات أو جوائز أو أدوات رقمية غير موجودة، مما يؤدي إلى خسائر مالية أو معنوية للضحايا.
3. استهداف الإداريين: لم يقتصر الاحتيال على الأعضاء العاديين، بل شمل أيضًا المسؤولين عن المجموعات أو القنوات الرقمية، مما يضاعف من تأثير نشاطه الاحتيالي.
السمعة والتأثير
أدى نشاط "سوبر امازون" إلى شهرته في الوسط الرقمي كمثال على القفّاصة المحترفة، وهو يُستخدم للإشارة إلى أساليب الاحتيال الحديثة التي تستهدف الأفراد والمجتمعات الرقمية على حد سواء.
المجموعات والمالكون
يرتبط نشاط "سوبر امازون" بمجموعة على تيليجرام ([https://t.me/+3w78a6ZHgUw2NWIy https://t.me/+3w78a6ZHgUw2NWIy)، ويديرها مالك الحساب المعروف بالمعرف الرقمي t.me/f_f_f. ينصح بالحذر عند التفاعل مع هذه الحسابات أو الروابط لأنها مرتبطة بعمليات احتيال.
1. ↑  "سوبر بلاند ┇SuPer BlAnD". Telegram. {{استشهاد ويب}}: الوسيط |تاريخ-الوصول بحاجة لـ |مسار= (مساعدة)، الوسيط |مسار= غير موجود أو فارع (مساعدة)، وتجاهل المحلل النص "مساار// https://t.me/+3w78a6ZHgUw2NWIy" (مساعدة)
2. ↑  "سوبر امازون ┇SuPer BlAnD". Telegram. اطلع عليه بتاريخ 2025-08-19.
3. ↑  "سوبر امازون ┇SuPer BlAnD". Telegram. اطلع عليه بتاريخ 2025-08-19.